# Thunderstone
Thunderstone est un groupe de power metal finlandais, originaire d'Helsinki. Le groupe est formé en 2000 par le guitariste Nino Laurenne. Après la sortie de leur album, éponyme, le groupe tourne en Europe en soutien à Stratovarius et Symphony X. Thunderstone publie ses quatre premiers albums au label Nuclear Blast ; cependant, leur album Dirt Metal est publié en octobre 2009 chez Sony Music. En 2016 sort l'album Apocalypse Again.

## Biographie

### Débuts etThunderstone(2000–2005)
Thunderstone est formé au début de 2000 par l'ancien guitariste du groupe speed/thrash Antidote, Nino Laurenne, comme projet parallèle ; sa première démo est enregistrée aux Sonic Pump Studios. Laurenne recrute ensuite l'ancien membre d'Antidote, Titus Hjelm, à la basse et aux chœurs, Pasi Rantanen au chant, et Mirka Rantanen à la batterie. En été 2001, Kari Tornack se joint aux claviers, et Thunderstone devient un quintette. 
Avec une démo en circulation, le groupe attire l'intérêt du label Nuclear Blast à la fin de 2001 avec lequel ils signent peu de temps après. Thunderstone publie son premier album, l'éponyme Thunderstone, en 2002. Enregistré aux Sonic Pump Studios d'Helsinki (avec Laurenne comme guitariste, producteur, et ingénieur-son) et mixé par Mikko Karmila (Children of Bodom, Amorphis) aux studios Finnvox (Sentenced, Moonspell, Stratovarius), Thunderstone finit l'année dans plusieurs « top des albums metal en 2002 ». En 2003, après avoir été élu « nouvel arrivant de l'année » par le magazine Rock Hard, Thunderstone tourne en Europe avec Stratovarius et Symphony X.

### DeThe BurningàDirt Metal(2004–2012)

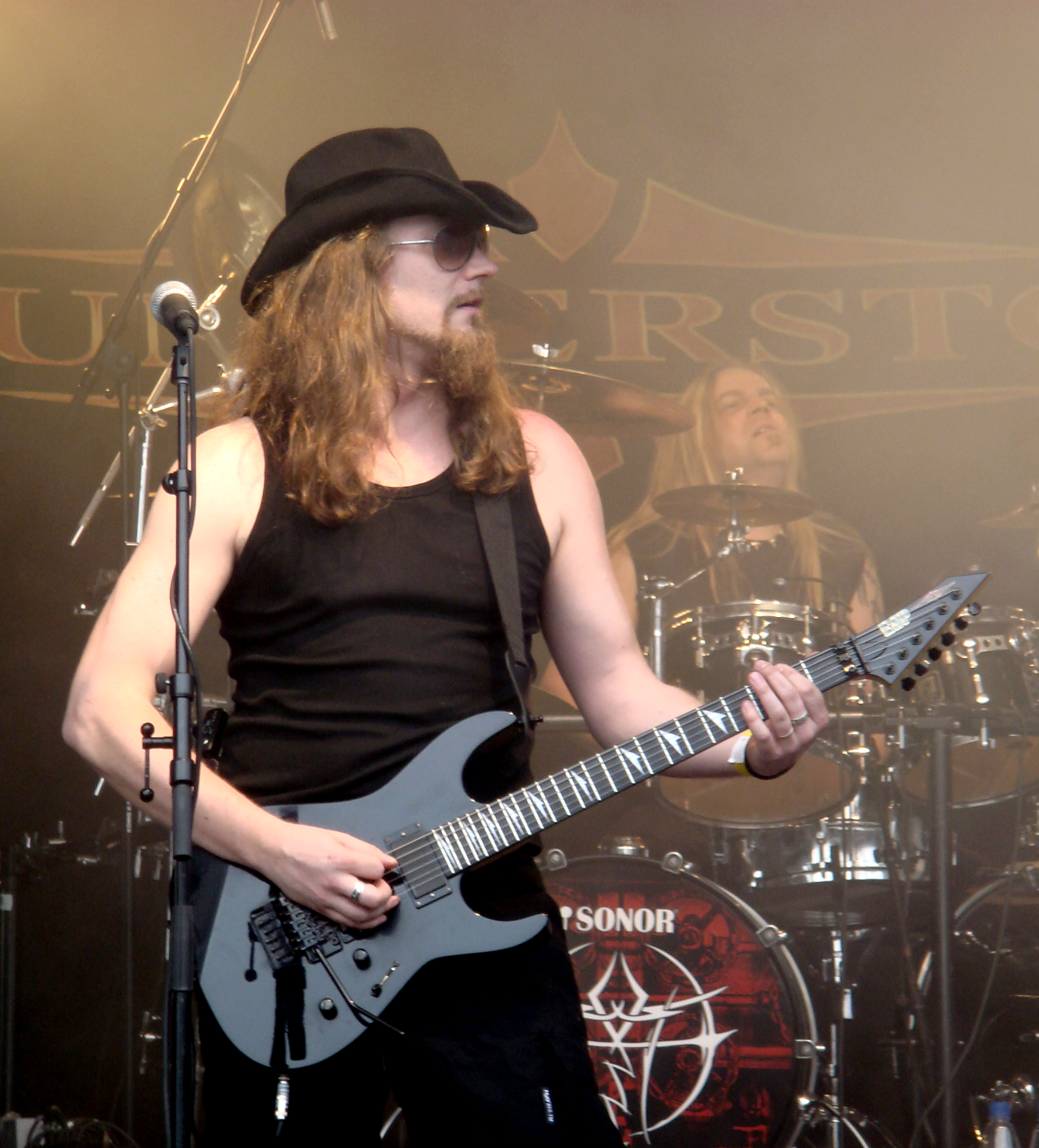
Laurenne sur scène en 2007 avec Thunderstone.

Thunderstone revient aux Sonic Pump pour enregistrer un deuxième album, The Burning, qui atteint la 13e place des classements finlandais. Le groupe entre encore en studio à la fin de 2004 et commence à travailler sur son troisième album, Tools of Destruction. L'album est de nouveau enregistré aux Sonic Pump Studios. La chanson Tool of the Devil atteint la troisième place des classements finlandais. En février 2005, le groupe annonce des dates de tournée avec Hammerfall et Lordi du 21 au 24 avril 2005 en Suisse et en Allemagne. Ils annoncent aussi leur participation aux festivals du 7 juin au 16 juillet en Finlande.
Le groupe retourne une fois encore en studio pour l'enregistrement de son quatrième album en 2006. La même année, Thunderstone joue en concert pour la première fois aux États-Unis. En octobre, le groupe prend part au Concours de l'Eurovision où il atteignt la deuxième place avec la chanson Forevermore. Leur succès à l'Eurovision engendre deux singles, 10.000 Ways et Forevermore/Face in the Mirror, qui atteindront le top 3 des classements finlandais. Finalement, le groupe publie son quatrième album, Evolution 4.0, en mars 2007, qui atteint la dixième place des classements finlandais. S'ensuit une tournée en soutien à l'album. Cependant, Jens Johansson se retrouve incapable de tourner, et est remplacé par le claviériste de Status Minor, Jukka Karinen, qui rejoint définitivement le groupe,. Toujours en 2007, le groupe joue en soutien avec Sonata Artica du 27 au 31 décembre.
En août 2008, le groupe démarre l'enregistrement d'un nouvel album. En février 2009, Thunderstone poste la chanson Star issue de son nouvel album sur leur page MySpace. Toujours en 2009, Thunderstone publie son cinquième album, Dirt Metal. À cette période, Mirka Rantanen forme le groupe Hevisaurus. 

### Apocalypse Again(depuis 2013)
Fin de juillet, début août 2013, Thunderstone annonce le départ du chanteur Rick Altzi et du batteur Mirka Rantanen.
Au début de février 2014, le groupe annonce un nouveau batteur Atte Palokangas (Agonizer, Before the Dawn). Au début de 2016, le groupe publie un nouvel album intitulé Apocalypse Again,.

## Membres

### Membres actuels
- Pasi Rantanen - chant (2000-2007, depuis 2013)
- Nino Laurenne - guitare, chœurs
- Titus Hjelm - basse, chœurs
- Jukka Karinen - claviers
- Atte Palokangas - batterie

### Anciens membres
- Rick Altzi - chant (2008-2013)
- Mirka « Leka » Rantanen - batterie
- Kari Tornack - claviers (2001–2007)

## Discographie

### Albums studio
1. Veterans Of The Apocalypse
2. The Path
3. Fire And Ice
4. Through The Pain
5. Walk Away Free
6. Higher
7. Wounds
8. Days Of Our Lives
9. Barren Land

### Compilation
- 2011 : All the Best

### Singles
- 2002 : Virus
- 2005 : Tool of the Devil
- 2007 : 10.000 Ways
- 2007 : Forevermore / Face in the Mirror
- 2009 : I Almighty